# لويزا مارجريت دانكلي
لويزا مارجريت دانكلي (بالإنجليزية: Louisa Margaret Dunkley) (من مواليد 28 مايو 1866 - تُوفيت 10 مارس 1927) هي كاتبة تيلغراف أسترالية. نجحت في حملتها من أجل حق النساء في الحصول على أجر متساوٍ مقابل العمل في الخدمة العامة للكومنولث الأسترالية.

## حياتها
ولدت لويزا مارجريت دانكلي في ريتشموند ، ملبورن، أستراليا. كانت ابنة ويليام جيمس دنكلي الذي كان يعمل مستورداً للأحذية. ووالدتها: ماري آن ريغان، من لندن، إنجلترا. تلقت تعليمها في مدارس الفتيات الكاثوليكية.
بدأت العمل في قسم مدير مكتب البريد العام عام 1882. درست التلغراف، واجتازت امتحان الخدمة العامة في 11 يونيو 1887 وذهبت لتصبح مشغلًا في عام 1888، عملت في مكاتب بريد تلغراف ومكاتب ملبورن. في عام 1890 ، أصبحت مؤهلة للتميز في مجال التلغراف، وتمت ترقيتها إلى منصب رئيسة مكتب التلغراف. أثناء عملها ككاتبة تيلغراف في أوائل التسعينات من القرن التاسع عشر، أصبحت على دراية بالأجور غير المتكافئة وظروف العمل الخاصة بالعاملات الإناث. كتبت عن الجهود التي تبذلها النساء في مجال التلغراف في نيوساوث ويلز لتحقيق المساواة في الأجور، حيث شكلت لجنة للدعوة إلى إدخال تحسينات مماثلة في إدارة البريد والتلغراف في فيكتوريا. وأسفرت جهودها عن زيادات في الأجور للمشغلات، إلا أنها لم تحقق المساواة مع المشغلين الذكور، وأدى الجدل الناجم عن ذلك إلى نقلها إلى مكتب بريد بعيد.
في عام 1900 ، أنشأت دنكلي وبعض من أصدقائها جمعية النساء والبرقيات النسائية الفيكتوريات من أجل الدعوة إلى المساواة في الأجر وظروف العمل. انتُخبت السيدة ويب رئيسة للجمعية، وانتُخبت دنكلي نائبة للرئيس ومتحدثة رسمية (1900-1904). تم انتخابها كمندوبة في مؤتمر تلغرافي في سيدني في أكتوبر 1900 ، وقدمت قضيتها للمساواة في ظل شروط الخدمة العامة للكومنولث الجديدة. وبينما عارضها البعض في المؤتمر، تمكنت من الحصول على دعم البرلمان، ونتيجة لذلك، أدرجت في قانون الخدمة العامة للكومنولث لعام 1902 نصًا بشأن المساواة في الأجور بين بُرقيات الإعلانات ومديرات ما بعد الولادة. استمرت رابطة التلغراف في الوجود داخل رابطة البريد والبرق الأسترالية لكومنولث، أولًا كرابطة حكومية ثم كانت فرعًا للدولة من الهيئة الفيدرالية حتى عام 1920.
في 23 ديسمبر 1903 ، تزوجت دونكلي من إدوارد تشارلز كرايغين، في أوكلي، فيكتوريا. وكان سكرتيرًا لرابطة نيوساوث ويلز وجمعية الكومنولث للبريد والتلغراف (1885-1904). كان للزوجان ابنة ولدت في عام 1904 ، وابنا ولد في عام 1906. توفيت لويزا مارغريت دانكلي كرايين في 10 مارس 1927 ، في لونجفيل، سيدني ، ودفنت في مقبرة الضواحي الشمالية.

## للمزيد من القراءة
- "Louisa Margaret Dunkley". The Australian Women's Register. مؤرشف من الأصل في 2018-04-13. اطلع عليه بتاريخ 2011-03-04.
- Baker, J. S. Communicators and Their First Trade Unions (Sydney, 1980); Men, Machines, History: The History of the Early Telegraph and Post Office Associations of Australia (State Library of New South Wales).
- Stevens, Joyce. Women, Politics, and Equal Pay, The Hummer Vol. 2, No. 9 (Sydney, 1997); http://asslh.org.au/hummer/vol-2-no-9/women-politics/ نسخة محفوظة 23 مارس 2015 على موقع واي باك مشين.
- Frances, Raelene. Authentic Leaders: Women and Leadership in Australian Unions before World War II, Labour History, No. 104 (May 2013), pp. 9–30, Published by: Australian Society for the Study of Labour History, Inc. Stable URL: https://www.jstor.org/stable/10.5263/labourhistory.104.0009 Accessed: 17-12-2017 01:15 UTC